# Ljeskove Vode
Ljeskove Vode (cyr. Љескове Воде) – wieś w Bośni i Hercegowinie, w Republice Serbskiej, w mieście Doboj. W 2013 roku liczyła 613 mieszkańców.